# یواس‌اس اوکتورار (آی‌ایکس-۱۳۹)
یواس‌اس اوکتورار (آی‌ایکس-۱۳۹) (به انگلیسی: USS Octorara (IX-139)) یک کشتی بود که طول آن ۴۰۷٫۴ فوت (۱۲۴٫۲ متر) بود. این کشتی در سال ۱۹۲۱ ساخته شد.